# لياندرو مونتانا دا سيلفا
لياندرو مونتانا دا سيلفا (بالبرتغالية: Leandro Montera da Silva‏) (12 فبراير 1985 في ساو باولو في البرازيل – )؛ هو لاعب كرة قدم سابق كان يلعب كمهاجم.

## وصلات خارجية
- لياندرو مونتانا دا سيلفا على موقع الاتحاد الدولي (مؤرشف)  (الإنجليزية)
- لياندرو مونتانا دا سيلفا على موقع رابطة كرة القدم اليابانية للمحترفين (اليابانية)
- لياندرو مونتانا دا سيلفا على موقع قاعدة بيانات كرة القدم.إي يو (الإنجليزية)
- لياندرو مونتانا دا سيلفا على موقع Soccerway.com (الإنجليزية)
- لياندرو مونتانا دا سيلفا على موقع عالم كرة القدم.نت (الإنجليزية)